# Boris Iéltsin
- Este é um nome russo, o nome de família é «Ельцин» (Iéltsin) e o patronímico «Николаевич» (Nicoláievitch).

Boris Nicoláievitch Iéltsin, em russo: Бори́с Никола́евич Е́льцинⓘ (Sverdlovsk, 1 de fevereiro de 1931 – Moscou, 23 de abril de 2007) foi o primeiro presidente da Rússia após a dissolução da União Soviética. Iéltsin foi também o primeiro líder de uma Rússia independente desde o czar Nicolau II. Seus anos como senador e líder da oposição no Soviete Supremo são lembrados com glória, mas seu governo, lembrado com frustração por conta das grandes expectativas, ficou marcado na história por reformas políticas e econômicas fracassadas e pelo caos social.
Iéltsin foi responsável pela transformação da economia socialista da Rússia em uma economia de mercado, implementando a chamada "terapia de choque", com programas de privatizações e liberalização econômica. Graças aos meios como foi conduzido este processo, uma grande parcela da riqueza nacional caiu nas mãos de um restrito grupo de milionários, que ficariam conhecidos como "oligarcas russos". A era Iéltsin foi marcada pela corrupção excessiva e generalizada, inflação, colapso econômico e enormes problemas políticos e sociais que afetaram a Rússia e também as demais repúblicas da União Soviética. Alexander Rutskoi, opositor de Iéltsin, denunciou as reformas do adversário, considerando-as um "genocídio econômico".
Iéltsin é lembrado, principalmente, pelas suas várias reformas políticas, sociais e econômicas da Rússia, as diversas situações constrangedoras decorrentes de seu alcoolismo e o seu papel como líder da oposição, tendo sido ele um dos mais notáveis políticos favoráveis à independência da Rússia, uma república então controlada pela União Soviética.
Um dos eventos mais memoráveis de seu governo foi a Crise Constitucional de 1993. O Legislativo russo era contrário às reformas neoliberais impostas por Iéltsin, tornando-se um empecilho para o presidente. Em 21 de setembro, Iéltsin dissolve o parlamento, que se rebela, e anuncia o impeachment de Iéltsin, proclamando Alexander Rutskoi, chefe do parlamento, como novo presidente. O parlamento ganha apoio do povo, que passa a protestar contra o governo de Iéltsin. No mês seguinte, a situação se intensifica, e Iéltsin ordena a invasão da Câmara Branca, sede do Soviete Supremo, terminando com a explosão do edifício, resultando na morte de 187 pessoas e prisão dos líderes da oposição. Iéltsin então baniria temporariamente a oposição russa e anularia a Constituição soviética de 1978, estabelecendo uma nova Constituição, possibilitando a continuação de suas reformas econômicas. Segundo a antiga Constituição, anulada por Iéltsin.
A anulação do artigo acima alteraria profundamente o ambiente político russo, que sairia de um sistema parlamentarista de poderes balanceados para entrar, radicalmente, em um regime semipresidencialista sob forte influência do poder Executivo.
Boris Iéltsin era casado com Naina Iéltsina, com quem teve duas filhas, Elena e Tatiana, nascidas em 1957 e 1958, respectivamente. O corpo de Iéltsin repousa no famoso cemitério de Novodevitchi, diferentemente dos demais líderes russos, sepultados na muralha do Kremlin.

## Juventude

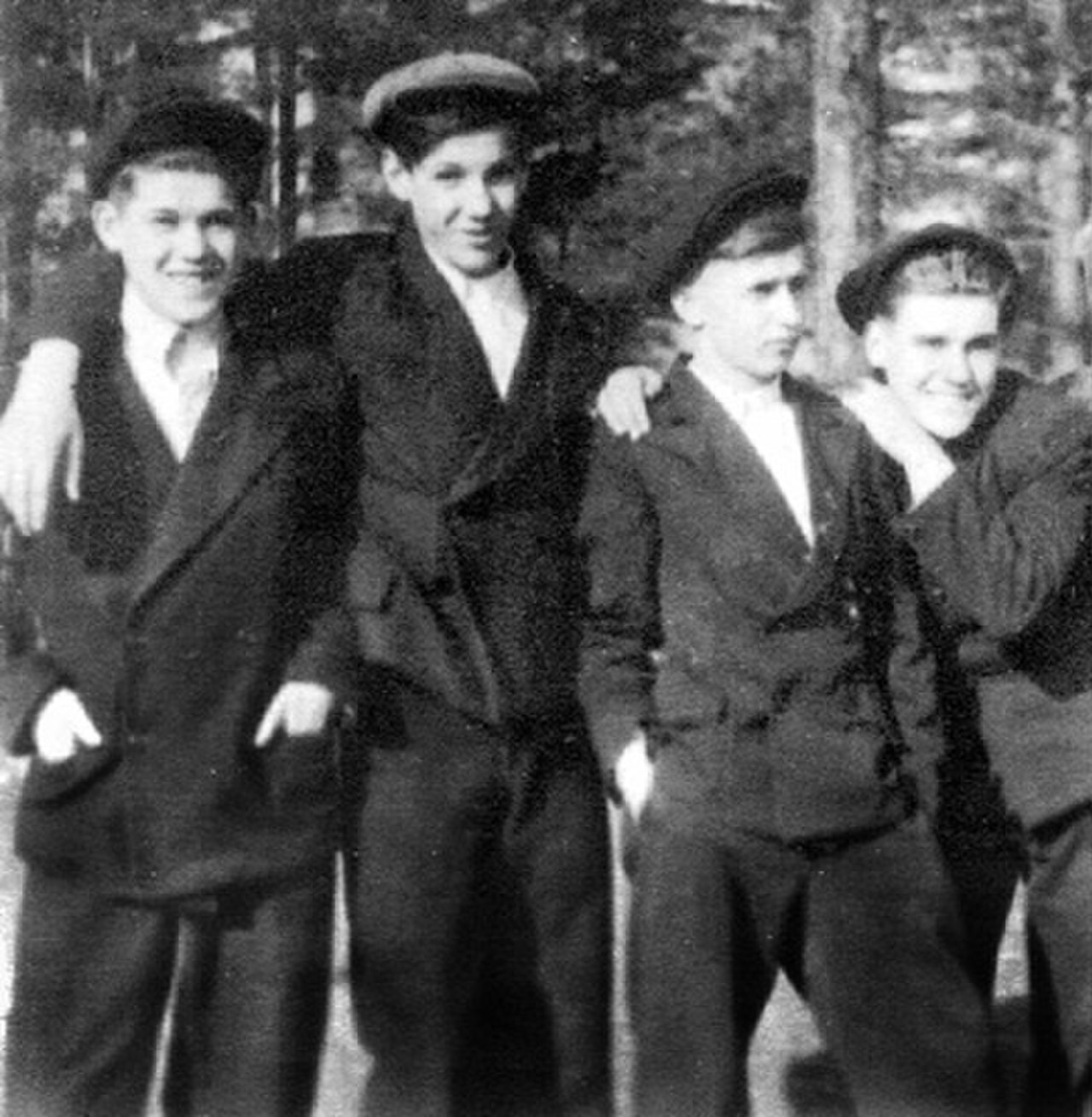
Iéltsin na juventude. É o mais alto, ao centro

Boris Iéltsin nasceu na vila de Butka, no Óblast de Sverdlovsk, na União Soviética, em 1 de fevereiro de 1931. Em 1932, após a estatização da propriedade agrícola de sua família, Iéltsin se mudou com a família para Kazan, a mais de mil quilômetros de Sverdlovsk, onde seu pai trabalhou na construção civil, mesma área em que Iéltsin começou a carreira. Em 1934, Nikolai Iéltsin, pai de Boris, foi enviado para os Gulags por três anos, por conta de suas agitações antissoviéticas. Após cumprir dois anos de pena, sua libertação veio em 1936, e Nikolai levou sua família ao Óblast de Perm.
Boris Iéltsin estudou em Perm. Nesta época, perdeu o dedo indicador e o polegar de sua mão esquerda, quando tentou estourar uma granada que havia roubado com seus amigos em um quartel do Exército Vermelho. Em 1949, Iéltsin ingressou no Instituto Politécnico do Ural, em Sverdlovsk, graduando-se em construção civil em 1955.

## Carreira
Em 1963, foi promovido a engenheiro chefe, e dois anos mais tarde, passou a chefiar a diretoria responsável pelas instalações de Sverdlovsk. Em 1968, passou a fazer parte da Nomenklatura, ao ingressar no comitê de desenvolvimento industrial. Em 1976, o Partido Comunista promoveu Iéltsin para a chefia do comitê do Óblast de Sverdlovsk, tornando-se chefe de uma das regiões industriais mais importantes do país. Exerceu o cargo até 1985.

## Liderança em Moscou
Com a morte de Konstantin Chernenko, o PCUS elegeu Mikhail Gorbatchov o novo líder da União Soviética. O primeiro passo de Gorbatchov seria reanimar a economia soviética, mesmo sabendo que tal tarefa seria impossível de ser realizada sem antes reformar as estruturas políticas e sociais do país. Em 4 de abril de 1985, Iéltsin foi convocado por Egor Ligatchov, conhecido líder político, para que assumisse a chefia do departamento de construção civil dentro do Comitê Central do partido. Em menos de três meses, Iéltsin foi promovido à secretaria de construção civil, tornando-se figura importante na capital.
Em 23 de Dezembro de 1985, Gorbatchov apontou Iéltsin como o primeiro-secretário do Partido Comunista em Moscou, um cargo semelhante ao de prefeito da cidade. Em 1986, Iéltsin foi convidado a ingressar no Politburô. Durante sua participação, Iéltsin mostrou-se reformista e populista. Ele tornou-se popular em Moscou por demitir oficiais corruptos dentro do partido.

## Líder da oposição

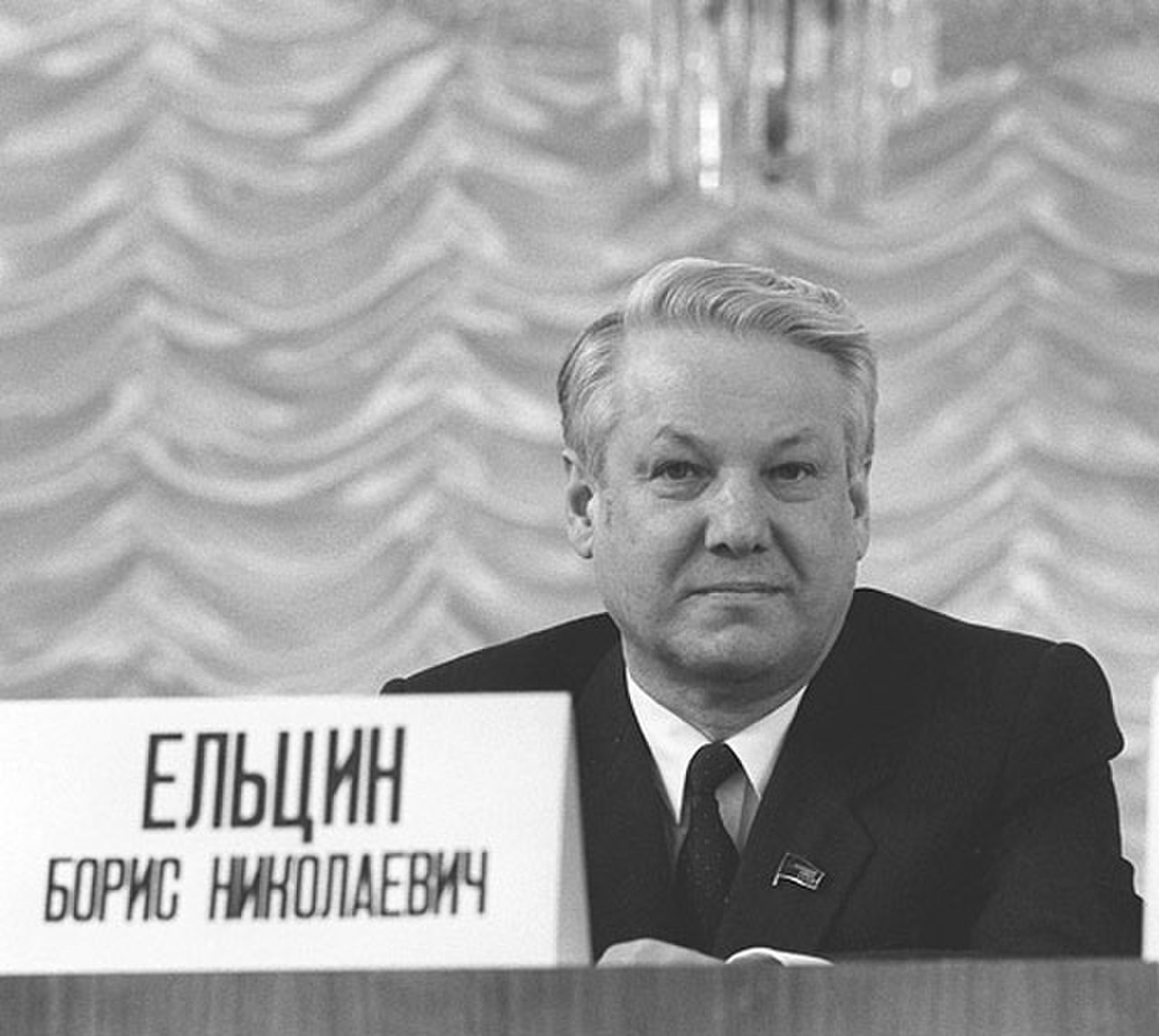
Iéltsin era o líder da ala liberal. Em 1989, foi eleito para o parlamento.

Em 10 de setembro de 1987, após uma discordância com o linha-dura Egor Ligatchov, por ter permitido protestos nas ruas de Moscou, Iéltsin enviou uma carta de renúncia a Mikhail Gorbatchov, que estava em férias no Mar Negro. Quando o presidente recebeu a carta, ele se surpreendeu, já que ninguém em toda a história da União Soviética havia renunciado a um cargo do alto escalão do Politburô. Gorbatchov pediu para que Iéltsin ponderasse, mas em 27 de outubro, frustrado por Gorbatchov não ter atendido aos seus pedidos na carta, Iéltsin fez um discurso expressando seu descontentamento tanto com a demora no processo de reformas sociais quanto às atitudes políticas de Ligatchov, segundo-secretário do partido, e Gorbatchov, primeiro-secretário. Essa foi a primeira vez que um membro do Politburô fez críticas públicas tão agressivas à chefia do partido. Em sua réplica, Gorbatchov acusou Iéltsin de "imaturidade política" e "irresponsabilidade absoluta". Ninguém, dentro do Comitê Central do partido apoiou a postura de Iéltsin.
As críticas de Iéltsin foram logo divulgadas como um novo "discurso secreto", como aquele em que Nikita Khrushchov criticou seu antecessor, Josef Stalin. Essa onda de rumores fez com que a reputação rebelde de Iéltsin crescesse, tornando-lhe uma das principais figuras da oposição. Em 11 de novembro de 1987, Mikhail Gorbatchov empreendeu um novo ataque a Iéltsin, confirmando sua demissão do comitê em Moscou. Dois dias antes, Iéltsin fora internado por conta de uma possível tentativa de suicídio, com lesões profundas no peito.
A partir de então, Iéltsin caiu em desgraça com o partido. Seu cargo na chefia do departamento de construção civil foi retirado, e em 24 de fevereiro, ele perdeu sua cadeira no Politburô. Com argumentos bem formados, Iéltsin foi capaz de apresentar os pontos mais fracos do governo de Gorbatchov, aumentando o seu apoio popular.
As críticas de Iéltsin sobre o governo levaram a uma intensa campanha contra ele, que denunciava principalmente o comportamento excêntrico de Iéltsin. Em uma das edições do Pravda, Iéltsin foi acusado de estar bêbado durante um encontro nos Estados Unidos, fatos que foram aparentemente confirmados por imagens de seu discurso. A campanha do governo, por outro lado, foi por água abaixo, visto que a insatisfação com o governo era tão grande, que as críticas a Iéltsin só lhe aumentaram a reputação.
Em 26 de março de 1989, Iéltsin foi eleito deputado por Moscou, com uma importante parcela de 92% dos votos, e três dias mais tarde, conquistou uma cadeira no Soviete Supremo. Em 19 de julho de 1989, Iéltsin anunciou a formação de uma facção radical a favor de reformas.

## Presidência

### República Socialista Federativa Soviética da Rússia (1991)
Em 29 de maio de 1990, Iéltsin foi eleito o chefe do Soviete Supremo da RSFS da Rússia, apesar das ameaças de Mikhail Gorbatchov aos senadores, para que eles não elegessem Iéltsin. Mesmo assim, o apoio prevaleceu tanto por parte dos conservadores como dos democratas. A eleição de Iéltsin culminou em um conflito entre a União Soviética e a Rússia. Em 12 de junho de 1990, o congresso russo adotou uma declaração de soberania. No mês seguinte, Iéltsin se retirou do Partido Comunista em um discurso dramático perante diversos membros do partido, incluindo os governistas e os linhas-duras, em meio a gritos de "Vergonha!" e aplausos.
Em 12 de junho de 1991, Iéltsin venceu as eleições para presidente da RSFS da Rússia com 57% dos votos, derrotando o candidato apoiado por Mikhail Gorbatchov, o comunista Nikolai Rizhkov, que conseguiu apenas 16% dos votos. Durante a campanha, Iéltsin criticou a "ditadura do centro", mas não sugeriu a introdução de uma economia de mercado, e ao contrário, disse que seria sensato quanto a mudanças econômicas, por conta da inflação. Iéltsin tomaria posse em 10 de julho.

#### O golpe
Em 18 de agosto de 1991, os membros do governo soviético, contrários à perestróika, iniciaram um golpe de estado frustrado para derrubar o presidente soviético, Mikhail Gorbatchov, defensor das reformas, e o presidente russo, Boris Iéltsin, cujo objetivo era tornar a Rússia independente da URSS. Gorbatchov se isolou na Crimeia, enquanto Iéltsin foi à Câmara Branca, prédio do Soviete Supremo da Rússia, para deter os golpistas e fazer um discurso memorável do topo de um tanque de guerra. O edifício foi cercado pelo exército, mas por conta do grande número de pessoas reunidas, as tropas desistiram do cerco. Em 21 de agosto, a maioria dos líderes do golpe fugiram de Moscou e Gorbatchov voltou da Crimeia para a capital. A atitude de Iéltsin, que se envolveu no calor da batalha, diferentemente de Gorbatchov, que nem sequer estava em Moscou, fez com que Iéltsin fosse fervorosamente enaltecido pelos seus seguidores, tornando-se um ícone de resistência ao golpe de estado frustrado.
Apesar de voltar ao posto, Gorbatchov foi politicamente derrotado com o triunfo de Iéltsin. Com a independência da Rússia, principal república e sustentáculo da União Soviética, Gorbatchov perdeu todo o controle que detinha sobre o país. Iéltsin então passou a se apropriar de tudo que fazia parte da estrutura soviética, desde os ministros até o próprio Kremlin. Em 6 de novembro de 1991, Iéltsin assinou um decreto proibindo qualquer atividade do Partido Comunista em solo russo.

#### O fim da União Soviética
Em 8 de dezembro, Iéltsin se encontrou com os presidentes da Bielorrússia, Stanislav Shushkevitch, e da Ucrânia, Leonid Kravtchuk, os chefes de dois países que acabavam de se tornar independentes da União Soviética, ainda em 1991. No encontro, foi assinado o Pacto de Belaveja, que anunciava a dissolução da União Soviética e a formação da Comunidade dos Estados Independentes, a CEI. De acordo com Mikhail Gorbatchov, Iéltsin teria mantido a ideia do pacto em segredo, pois o principal motivo para dar fim à URSS seria para que Iéltsin se livrasse de Gorbatchov. O então presidente soviético também afirmou que Iéltsin havia violado o desejo popular no Referendo de 1991, em que a maioria do povo votou para que a União Soviética continuasse existindo como estado.
Em 24 de dezembro, após uma conversa com Iéltsin, na qual Gorbatchov aceitava dissolver oficialmente a União Soviética, a Federação Russa herdou o assento da União Soviética na ONU.

### Federação Russa (1992-1999)

#### Reformas econômicas

Gráfico econômico da Rússia moderna. Durante os anos de Iéltsin, a economia viveu seus piores momentos.

Dias após a queda da União Soviética, Boris Iéltsin embarcou em um programa de reformas econômicas radicais, com o objetivo de reestruturar o sistema econômico da Rússia, transformando a maior economia socialista do mundo em uma economia de mercado.
No final de 1991, Iéltsin favoreceu os especuladores e instituições estrangeiras, como o Banco Mundial, o FMI e até mesmo o Departamento do Tesouro dos Estados Unidos, que nos anos 1980 haviam desenvolvido técnicas de recuperação econômica para economias em transição. Essas políticas ficaram conhecidas como "Consenso de Washington", e mais particularmente no caso da Rússia, como "terapia de choque", por conta das duras penas que os russos sofreram durante este período. Essas reformas políticas possibilitaram que Yegor Gaidar (1956-2009), um jovem economista russo favorável a reformas radicais, entrasse no alto escalão de Iéltsin.
Em 2 de janeiro de 1992, Iéltsin, que também tinha os poderes de primeiro-ministro, ordenou a liberalização do comércio exterior, dos preços e da moeda. Ao mesmo tempo, Iéltsin seguiu uma política de estabilização macroeconômica, caracterizada por uma rígida austeridade para o controle da inflação. Sob os programas de Iéltsin, as taxas de juros aumentaram para níveis altíssimos para ajustar a moeda e restringir o crédito. Para balancear o gasto e a receita do país, Iéltsin aumentou os impostos violentamente, cancelou subsídios do governo à indústria e construção e fez duros cortes na previdência.
O resultado foi a subida dos preços em toda a Rússia e o crédito restrito resultou na falência de diversas indústrias, culminando em uma depressão econômica. As reformas devastaram os padrões de vida de boa parte da população, principalmente aqueles dos grupos dependentes de subsídios e da previdência, como os aposentados, que após anos de trabalho sob a URSS não puderam gozar da aposentadoria. Com o passar dos anos, o PIB da Rússia caiu 50%, diversos setores da economia foram varridos do mapa, a desigualdade social e o desemprego cresceram dramaticamente, enquanto a receita caía. A hiperinflação, causada pelas perdas do banco central russo fez desaparecer milhões de rublos em poupanças pessoais, e dezenas de milhões de russos caíram na pobreza.

#### A Crise no Parlamento
Em 1992, Iéltsin lutava contra o Soviete Supremo, o parlamento da Rússia, pelo controle das propriedades governamentais. Com o passar dos meses, o porta-voz do Soviete Supremo, Ruslan Khasbulatov, anunciou que a assembleia era contra as reformas, apesar do clamor popular pelos objetivos de Iéltsin em geral. Em dezembro, os senadores se uniram para depor Yegor Gaidar do posto de primeiro-ministro, que foi apontado pelo presidente, em um posto que deve ser eleito pelos parlamentares. Na mesma sessão, Valeri Zorkin, chefe da Corte Constitucional, vetou um acordo que incluía adotar um referendo nacional por uma nova Constituição, estabelecer a participação de Iéltsin na escolha do chefe-de-governo e a proibição do parlamento em aplicar emendas constitucionais, que supostamente impossibilitavam o balanço de poder entre os poderes Legislativo e Executivo. Em 14 de dezembro, o parlamento aceitou Viktor Chernomyrdin como primeiro-ministro. Chernomyrdin era visto pela oposição como uma figura comprometida e, diferentemente de Gaidar, imparcial em relação a Iéltsin.
O conflito se intensificaria com um discurso de Iéltsin, no qual o presidente anunciava que assumiria certos "poderes especiais" para implementar suas reformas. Em resposta, o parlamento convocou um congresso para depor Iéltsin da presidência através de um impeachment, em 26 de março de 1993. Os adversários de Iéltsin conseguiram mais de 600 votos, mas perderam por conta de 72, que completariam os 2/3 de votos necessários para a declaração. No decorrer de julho de 1993, uma guerra de poderes se desenvolveu na Rússia, mas tudo indicava que a situação não permaneceria daquela forma por muito tempo.

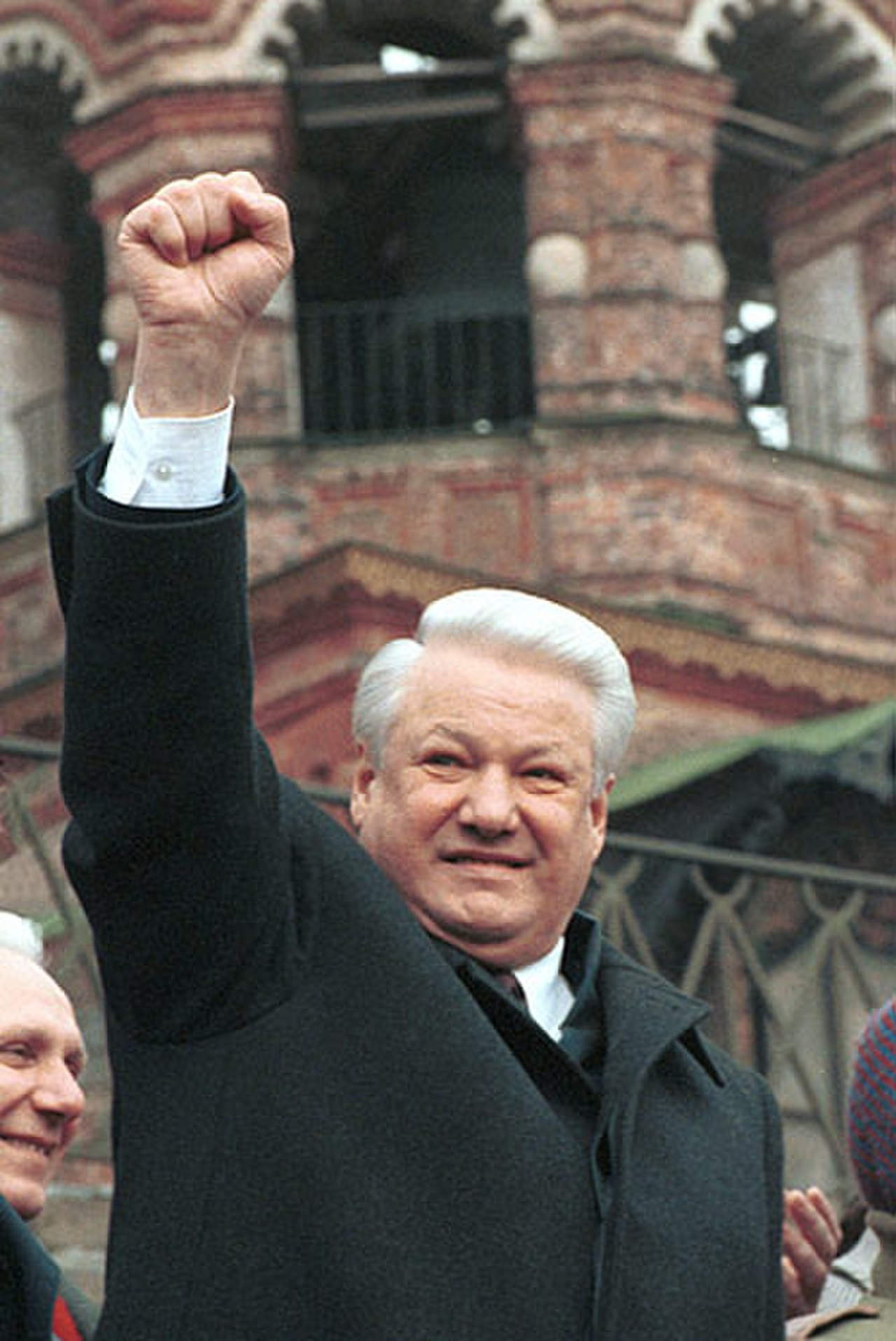
Iéltsin comemorando a queda do Soviete Supremo e a conquista de plenos poderes ao presidente.

Em 13 de agosto de 1993, o jornal Izvestia lançou a seguinte manchete: 
"O Presidente assina decretos como se não houvesse um Soviete Supremo, e o Soviete Supremo assina decretos como se não houvesse um presidente".
Em 21 de setembro, a situação chegou ao cúmulo quando Iéltsin anunciou sua decisão de dissolver o Soviete Supremo através de um decreto. Iéltsin declarou que governaria por decreto até a eleição parlamentar e um referendo por uma nova Constituição. Na noite do discurso, o Soviete Supremo declarava Iéltsin fora da presidência, por violação à Constituição, e Alexander Rutskoi foi proclamado o novo presidente. Começava a Crise constitucional de 1993.

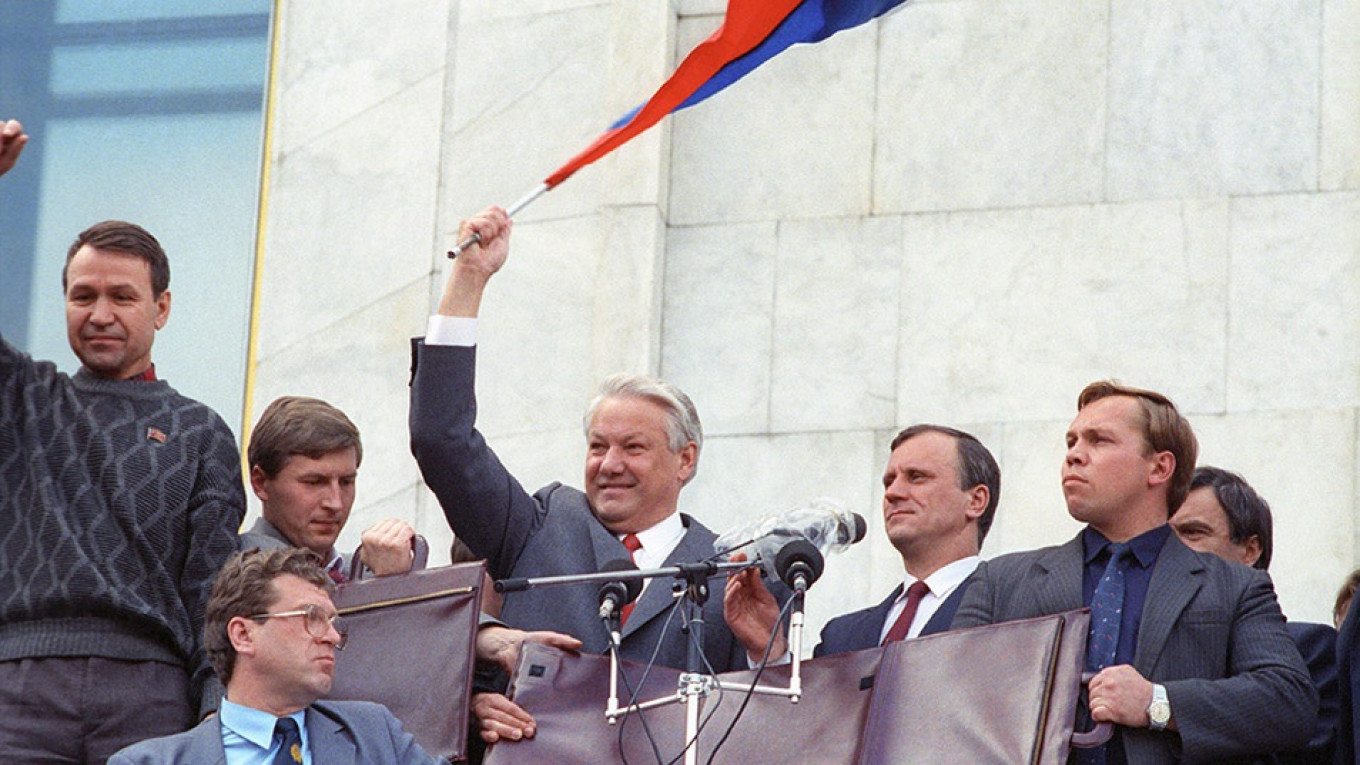
A crise de 1993 representa a grande mudança na reputação de Iéltsin. Antes adorado pelas massas por sua postura libertária, a população passou a ver seu lado autoritário.

Entre 21 e 24 de setembro, Iéltsin teve de lidar com a grande movimentação popular, que encorajava o parlamento. Durante estes dias, Moscou viu uma manifestação em massa, de dezenas de milhares de cidadãos russos marchando nas ruas contra o presidente Iéltsin, caminhando em defesa do edifício que sediava o parlamento. Os manifestantes também protestavam contra as terríveis condições de vida sob o governo de Iéltsin e contra o autoritarismo apresentado por ele, que durante sua época como líder da oposição sempre criticou o autoritarismo do governo soviético. A corrupção era outro problema irônico no governo de Iéltsin, além das altas taxas de crimes violentos, o colapso dos serviços médicos, que sob a União Soviética eram considerados os melhores do mundo. O preço das comidas e do combustível aumentavam e a expectativa de vida diminuía, exceto para uma fina camada endinheirada da população. Todas as suspeitas da culpa Iéltsin nos problemas da Rússia foram escancaradas nos protestos de 1993.
No início de outubro, Iéltsin garantiu o apoio do exército russo e do ministério do interior. Para demonstrar força, Iéltsin convocou dezenas de tanques para cercar a Câmara Branca, sede do Soviete Supremo.
Com a dissolução do Soviete Supremo, foi estabelecida a Duma, o novo parlamento. Em 1993, as eleições para a recém instaurada assembleia foram marcadas por uma onda de oposição a Iéltsin. Os votos foram divididos entre candidatos do Partido Comunista ou ultra-nacionalistas. O referendo, contudo, aprovou a nova Constituição, proposta por Iéltsin, que foi capaz de aumentar significantemente os poderes presidenciais, dando a Iéltsin o poder para apontar novos membros de governo, demitir o primeiro-ministro e até mesmo dissolver a Duma.

#### Guerra na Chechênia
Em dezembro de 1994, Iéltsin ordenou a invasão militar da Chechênia, procurando restaurar o controle de Moscou sobre a república. Dois anos depois, as forças russas desocuparam uma Chechênia completamente devastada, em um acordo de paz. O acordo permitiu grande autonomia à república chechena, mas não a independência por completo.
A revista norte-americana TIME escreveu:
"Afinal, o que aconteceu com Boris Iéltsin? Ele certamente não pode mais ser considerado o mítico herói democrático. Mas terá ele se tornado um chefe comunista antiquado, virando as costas para as reformas democráticas que ele um dia apoiou, e se abraçando com militares e ultra-nacionalistas? Ou terá ele sido embriagado, manipulado, voluntária ou involuntariamente, por bem ou por mal, quem sabe? Se houvesse um golpe ditatorial, Iéltsin seria sua vítima ou seu líder?"

#### Privatizações

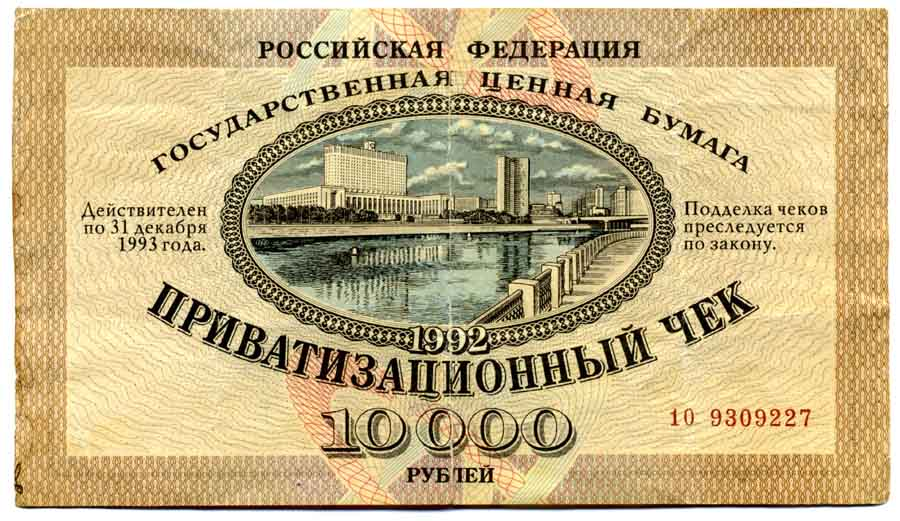
Os cheques de privatização foram distribuídos para os cidadãos para serem trocados por ações privadas. A população, contudo, vendia os cheques a troco de valores mínimos, enchendo os bolsos dos compradores, que eram em sua maioria oligarcas.

Com o fim da União Soviética, Iéltsin promoveu as privatizações como um modo de espalhar as parcelas das propriedades estatais, com o objetivo de criar um apoio político cada vez mais amplos para as suas reformas. No início dos anos 1990, Anatoli Chubais foi o advogado da privatização na Rússia.
Em 1995, conforme se esforçava para financiar a crescente dívida externa da Rússia e ganhar apoio das elites russas para sua candidatura nas eleições de 1996, Iéltsin preparava-se para uma nova onda de privatizações, oferecendo parcelas de propriedades para alguns dos empresários mais ricos do país, em troca de empréstimos bancários. O programa foi realizado de forma a acelerar o processo de privatização e garantir o apoio financeiro necessário para o governo.
No final das contas, os contratos foram oportunidades para ricos grupos de magnatas das finanças, da indústria, da energia, das telecomunicações e da mídia, que ficariam conhecidos como os oligarcas russos, em meados dos anos 1990. Com a distribuição de vouchers para a população — que deveriam ser trocados por ações, uma das medidas tomadas pelo governo para fomentar a iniciativa privada — os oligarcas ficaram ainda mais ricos, já que os cidadãos comuns vendiam seus cupons por preços mais baixos que os das ações, em busca dos mínimos valores para aumentar o padrão de vida baixíssimo que tinham, fruto da miséria e estagnação do crescimento de riqueza durante a era socialista. O resultado disso foi a falência do programa de vouchers e o aumento da riqueza dos oligarcas. Boris Berezovski, que controlava grande parte das propriedades bancárias e da mídia, tornou-se um dos mais notáveis oligarcas do círculo de Iéltsin. Mikhail Khodorkovski e Roman Abramovitch são outros oligarcas conhecidos.

#### Campanha presidencial
Em meio às crises políticas e problemas de saúde, Iéltsin anunciou a intenção de participar das eleições de 1996, em um momento que muitos acreditavam ser o fim de sua carreira política, por conta da popularidade cada vez mais baixa. No início de 1996, a popularidade de Iéltsin era tão baixa que beirava 2%. Ao mesmo tempo, o Partido Comunista, que venceu as eleições legislativas, representado pelo candidato Guennadi Ziuganov, crescia e tinha forte apoio, nos centros urbanos, por conta dos velhos tempos de prestígio, e principalmente nas regiões rurais, extremamente afetadas pelas reformas agrícolas de Iéltsin.
Era perceptível que Iéltsin seria derrotado nas urnas, e seus assessores chegaram até a citar que Iéltsin cancelasse as eleições e governasse como ditador. Com o choque, medidas foram rapidamente tomadas, e Anatoli Chubais, o responsável pelas privatizações, usou seu controle no programa como instrumento para a reeleição do presidente. Com o apoio de diversos oligarcas, Iéltsin conseguiu fundos para sua campanha e manipulou a mídia a seu favor, e em troca, permitiu que os oligarcas recebessem parcelas maiores de propriedades estatais. A imprensa — controlada ou pelo governo ou pelos oligarcas aliados de Iéltsin — agiu de forma terrorista, e destacou uma suposta "volta ao totalitarismo" no caso da vitória de Ziuganov, e até mesmo uma guerra que os comunistas iniciariam para restabelecer a URSS. Ao mesmo tempo, a imprensa exaltava Iéltsin, omitindo por completo seus problemas de saúde. Iéltsin prometeu acabar com a Guerra da Chechênia, dar um intervalo às reformas e voltar a pagar pensões aos aposentados e salários aos funcionários públicos.
Com a aproximação da reta final da campanha presidencial, Ziuganov viu sua popularidade inicial desaparecer. No primeiro turno, Iéltsin venceu com apenas 3,5% de votos a mais que o adversário Ziuganov. No segundo turno, após diversas manobras políticas que incluíram o apoio de um candidato bem-votado e da milítsia russa, Iéltsin foi reeleito com 53% dos votos, contra 40%.

#### Internação e crise econômica

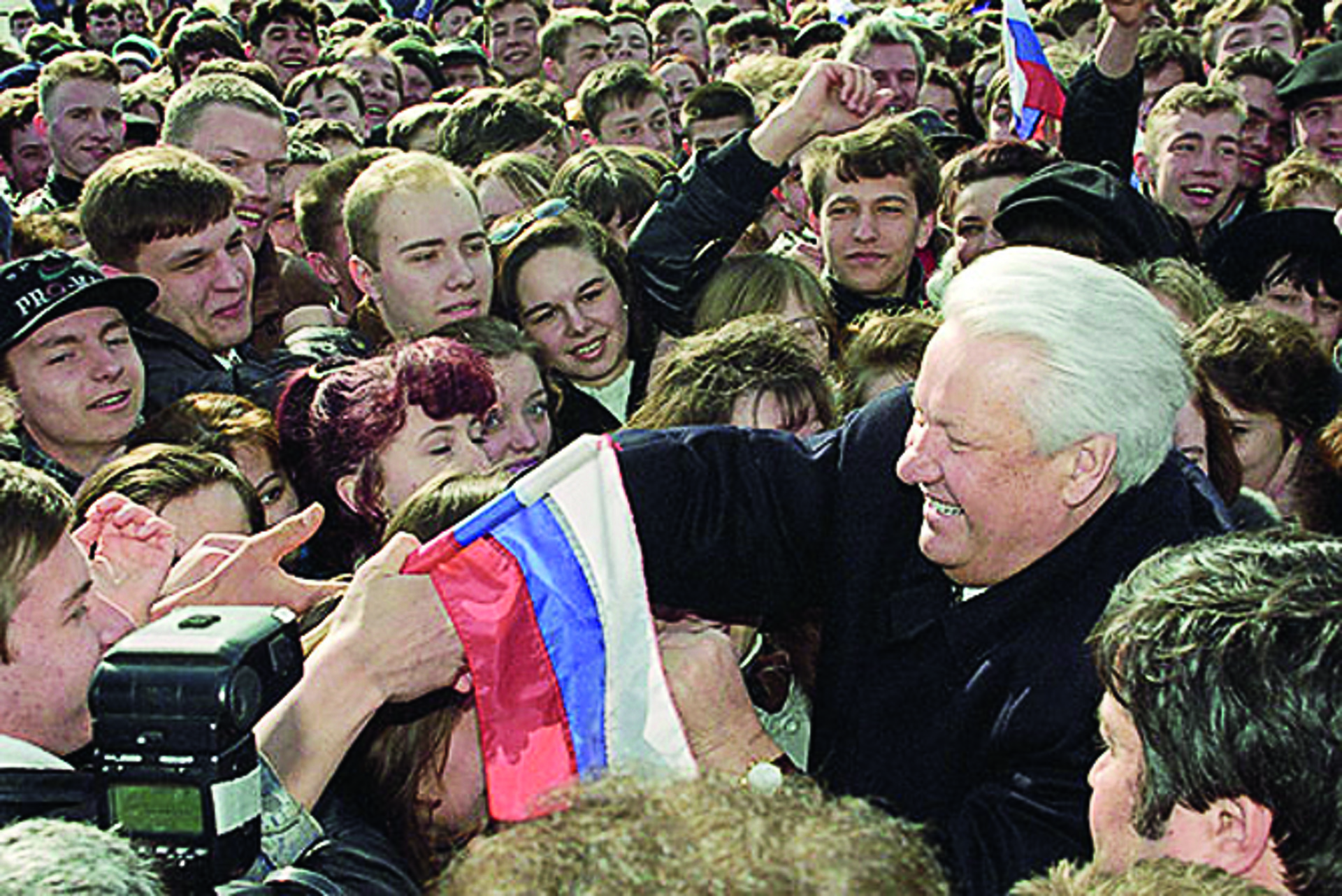
Yeltsin em abril de 1996

No início do segundo mandato, Iéltsin foi internado com urgência para realizar a sua quinta cirurgia de ponte de safena. Por conta de complicações na cirurgia, o presidente ficou meses no hospital. Durante esse período, a Rússia receberia 40 bilhões de dólares do FMI e de outras organizações financeiras mundiais. Contudo, seus oponentes afirmam que esse dinheiro foi roubado do tesouro pelos magnatas do círculo de Iéltsin e estariam guardados em bancos estrangeiros.
Em 1998, o governo de Iéltsin não pagou suas dívidas, causando pânico no mercado financeiro e o colapso do rublo, o que levou à Crise russa de 1998.

#### Kosovo e tentativa de Impeachment
Durante a Guerra do Kosovo, em 1999, quando tropas da OTAN atacaram alvos da Iugoslávia, Iéltsin se opôs fortemente à campanha contra a Iugoslávia, e ameaçou uma possível intervenção russa no caso de a OTAN enviar tropas terrestres a Kosovo. Pela televisão, Iéltsin afirmou que "disse à OTAN, aos americanos e aos alemães para não empurrar a Rússia para uma ação militar, senão haverá sem dúvida uma guerra europeia e talvez uma guerra mundial".
Em 15 de maio de 1999, Iéltsin se livrou de mais uma tentativa de impeachment, desta vez por parte da oposição comunista na Duma. Foi acusado de diversas atividades inconstitucionais, incluindo a assinatura do Pacto de Belovezh, que oficializou o fim da União Soviética, apesar de a escolha do povo ter sido à favor da existência do país; o golpe de Estado em outubro de 1993; e a guerra da Chechênia, em 1994. Nenhuma dessas acusações recebeu 2/3 dos votos na Duma, o necessário para iniciar um processo de impeachment contra o presidente.
Em 9 de agosto de 1999, Iéltsin demitiu todo o seu gabinete, e indicou Vladimir Putin como seu novo primeiro-ministro, revelando seu desejo de que Putin fosse seu sucessor na presidência.

#### Conflito com Clinton
Em novembro, durante uma conferência, Iéltsin e o presidente norte-americano Bill Clinton se desentenderam com relação à Chechênia. Clinton apontou seu dedo para Iéltsin e exigiu que o presidente russo parasse com os ataques e bombardeios que resultaram nas mortes de civis. Iéltsin, ofendido, zombou de Clinton exigindo que ele parasse os bombardeios na Iugoslávia, e imediatamente abandonou a conferência. O presidente russo, que tinha uma relação amigável com Clinton, jamais perdoaria o colega, que em resposta confessou a jornalistas uma das mais desagradáveis situações vividas por Iéltsin, ocorrida em uma de suas viagens a Washington.
Em dezembro, enquanto visitava a China em busca de apoio na Chechênia, Iéltsin respondeu novamente a Clinton, que desta vez criticara o ultimato russo aos cidadãos de Grozni. Iéltsin disse:

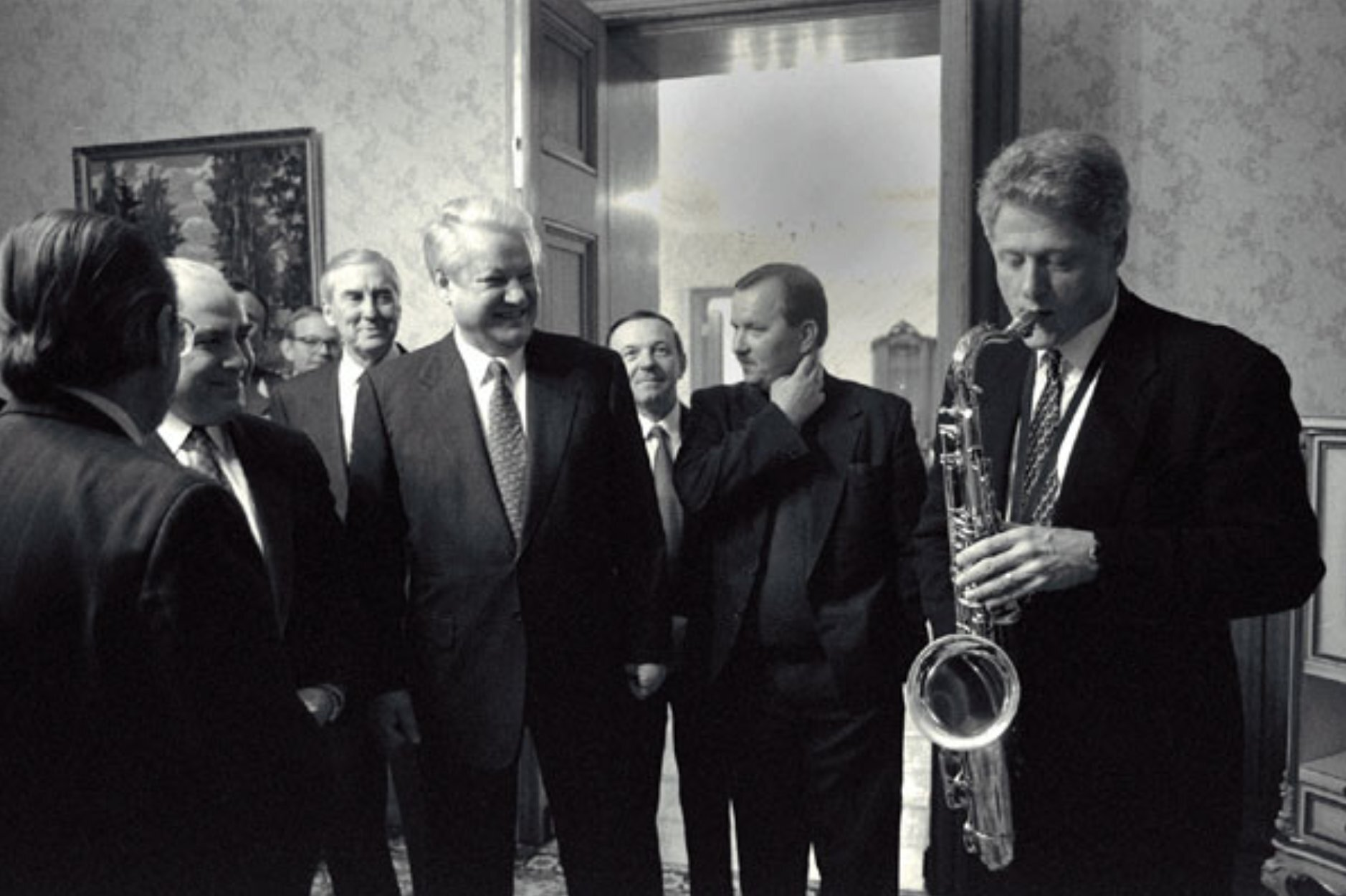
O presidente norte-americano Bill Clinton toca o saxofone que ganhara de presente de Iéltsin.

"Ontem, Clinton se permitiu pôr pressão na Rússia. Me parece que ele esqueceu, por um minuto, um segundo que seja, que a Rússia tem um arsenal cheio de armas nucleares. Ele se esqueceu disso.". Clinton desdenhou o comentário do colega russo afirmando que "não acha que ele esqueceu que a América era uma grande potência quando entrou em desacordo com o que eu [Clinton] fiz em Kosovo". 
Com respostas mais agressivas de Iéltsin, foi responsabilidade de Vladimir Putin abrandar os comentários de seu presidente e apresentar novas propostas para as relações entre Rússia e EUA.

#### Renúncia
Em 31 de dezembro de 1999, em um anúncio surpresa divulgado ao meio-dia pelo horário de Moscou, Iéltsin renunciava ao cargo de presidente da Rússia. Vladimir Putin assumiu a presidência, consoante à Constituição. As eleições aconteceriam no ano seguinte, em 26 de março.

##### Carta de Renúncia
Em sua renúncia, Iéltsin leu ao povo russo uma mensagem dramática e emocionante que ficou conhecida como "Carta de Renúncia", na qual ele demonstra sua frustração e pede perdão à população. A carta ficou muito conhecida por apresentar o lado humano de Iéltsin e representar o fim de uma época dolorosa através de uma carta com teor de retrospectiva.
Dois versos do final da carta de Iéltsin foram lidos por um jornalista russo em seu funeral no momento em que seu caixão foi fechado.

## Aposentadoria

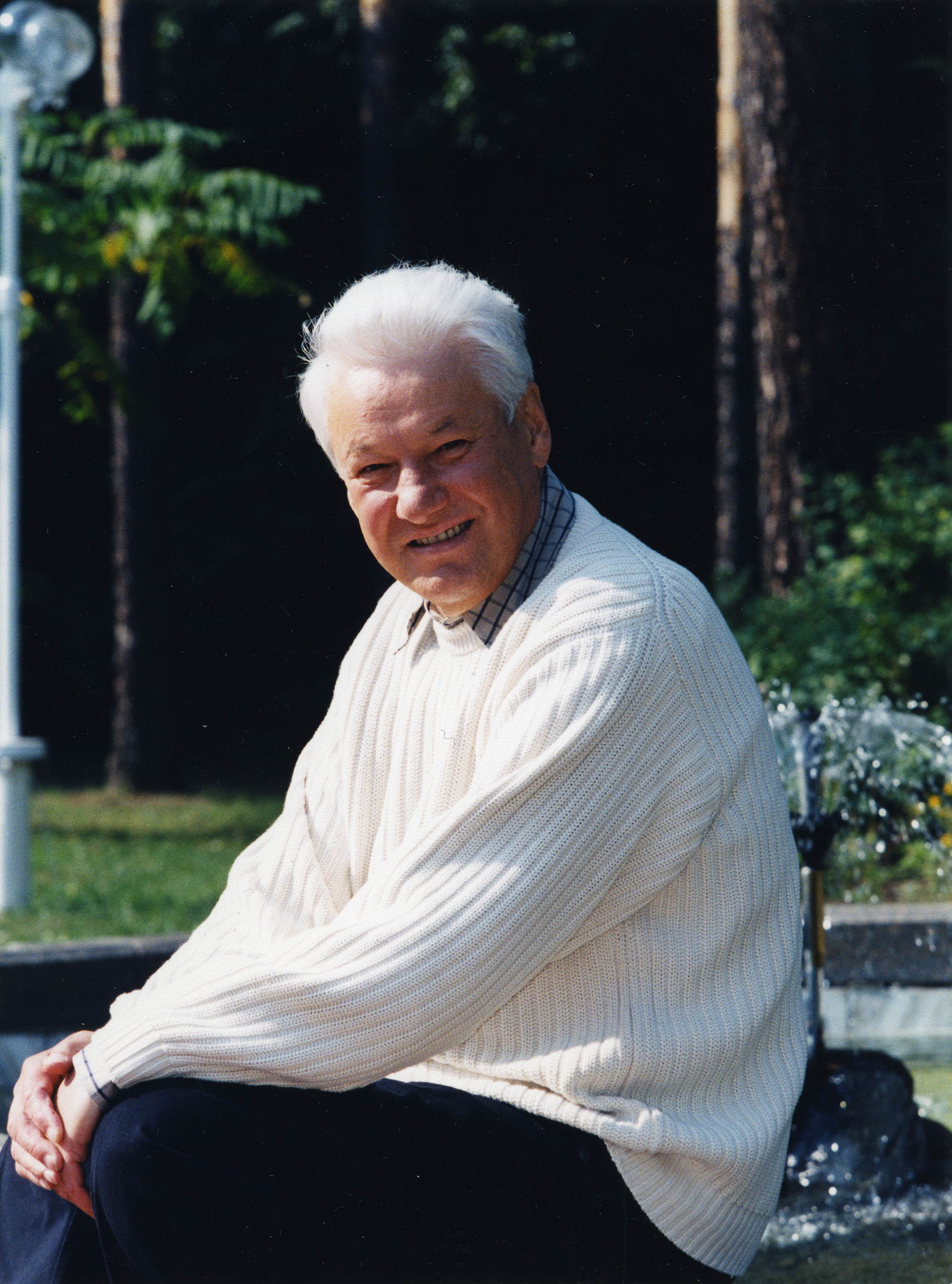
Boris Iéltsin

Após a aposentadoria, Iéltsin quase não fez mais aparições públicas. Em 13 de setembro de 2004, após o Massacre de Beslan e uma sequência de ataques terroristas em Moscou, o presidente Putin assinou um decreto para substituir as eleições regionais para governador por um sistema em que o próprio presidente nomeia os governadores, que são aprovados pelo Legislativo regional. Iéltsin, junto com Mikhail Gorbatchov, criticaram publicamente o plano de Putin, afirmando que ele estaria dando um passo para longe da democracia na Rússia e retornando ao aparato de centralização de poder existente na União Soviética.
Em setembro de 2005, Iéltsin teve de operar o quadril em Moscou, após quebrar o fêmur em uma queda, enquanto passava férias na ilha de Sardenha.
Em 1 de fevereiro de 2006, Iéltsin celebrou seu aniversário de 75 anos. Ele aproveitou a ocasião para criticar o "monopólio" diplomático dos Estados Unidos e afirmar que Putin foi a escolha certa para a Rússia.

## Gafes
Iéltsin protagonizou diversas situações desagradáveis publicamente, muitas delas por conta de seu alcoolismo unido às altas doses de medicamentos para problemas cardíacos. Algumas destas situações incluem:
- Em sua primeira visita ao Canadá, em 1991, Iéltsin foi orientado para que descesse do degrau onde seria recebido por um guarda de honra. No momento em que o guarda posicionou-se na frente de Iéltsin, em vez de caminhar em sua direção, como lhe foi orientado, o presidente permaneceu olhando para o guarda, que sem saber o que fazer, gesticulou e fez mímicas, na esperança de que Iéltsin lembrasse o que lhe foi instruído.[19]
- Em agosto de 1994, Iéltsin viajou para a Alemanha para as celebrações da retirada do último soldado russo do país. Durante o almoço comemorativo, Iéltsin teria exagerado no champanhe, e apareceu cambaleando em público. Na hora do discurso, enquanto todos os presentes no auditório estavam formalmente alinhados, Iéltsin mexia os braços incessantemente. Na hora do discurso, apenas recitou provérbios populares arrastando as letras e ainda esqueceu o sobrenome do anfitrião, o chanceler alemão Helmut Kohl. Ao sair do palco onde estava, ao lado do chanceler, Iéltsin acelerou o passo de repente e começou a gesticular e saudar a audiência que o assistia do outro lado da rua, distanciando-se de Kohl. Seguido por uma dúzia de seguranças, Iéltsin continuou caminhando rapidamente pela calçada, e ainda gesticulando, ele avançou em direção à rua, onde passava um ônibus. Seus seguranças tentaram segurá-lo, mas ele empurrou um deles, e a solução foi pedir para que o motorista parasse. Iéltsin finalmente chegou do outro lado da rua, onde uma orquestra estava tocando, tomou a batuta do maestro e começou a conduzir a banda enquanto dançava freneticamente. Em seguida, a banda foi prestar-lhe uma homenagem tocando a música tradicional russa Kalinka. Iéltsin, contudo, pegou o microfone e pôs-se a cantar a música. Sua garganta, para o alívio de uns e frustração de outros, não aguentou até o final da música, e Iéltsin se engasgou, abandonando a festa.[20][21][22]
- Em 30 de setembro de 1994, Iéltsin seria recebido no aeroporto de Shannon, na Irlanda. O primeiro-ministro estava a espera do presidente russo no aeroporto, e o tapete vermelho já estava pronto para a recepção. Quando o avião pousou na pista de aterrissagem, somente os assessores de Iéltsin desceram a escada. Quando questionados onde estava Iéltsin, os assessores afirmaram que ele estava passando mal. Ao chegar no aeroporto de Moscou, Iéltsin desceu perfeitamente bem. Mais tarde, a situação ficou clara, já que Iéltsin confessou que estava dormindo e não conseguiu levantar do sono pesado.[23]
- Iéltsin aceitou o convite de participar de uma conferência com jornalistas estrangeiros, que aconteceria em um dos cômodos do Kremlin. No momento em que as portas se abriram, Iéltsin se dirigiu ao lado oposto de onde estavam os jornalistas e cumprimentou seus próprios assessores, e teve de ser alertado por um de seus secretários sobre quem eram de fato os jornalistas, que permaneceram estáticos e sequer cumprimentaram Iéltsin.[24]
- Em 1995, Iéltsin viajou para Washington D.C., onde ficou hospedado na Blair House. De madrugada, agentes do serviço secreto teriam ouvido barulhos vindos do porão do edifício. Quando saíram, se depararam com o presidente russo de cuecas, bêbado e chamando um táxi em plena Avenida Pensilvânia. Ao ser questionado do porquê de tudo aquilo, Iéltsin afirmou que só estava indo encomendar uma pizza.[25]
- Em 1996, durante sua campanha presidencial na cidade de Rostov, Iéltsin dançou a música de rock «Дождь и я», do cantor Evgueni Osin. Ele ainda estava em recuperação médica, já que na semana anterior, ele havia tido um ataque cardíaco.[26][27]
- Em 1997, quando Iéltsin viajou a Estocolmo, na Suécia, ele começou a falar coisas incompreensíveis à plateia que o assistia, como por exemplo, que almôndegas suecas faziam-no lembrar da cara do tenista Björn Borg, e após tomar uma única taça de champanhe, Iéltsin quase caiu do pódio onde estava.[28][29]
- Em um discurso, ao terminar a primeira página, Iéltsin levou mais de trinta segundos para achar o verso do caderno que tinha em mãos, e ainda precisou do auxílio de um de seus assessores.[30]
- No ano de 1999, Iéltsin foi ao funeral do rei Hussein, da Jordânia, e quase tropeçou no momento em que o caixão passava em sua frente, sendo segurado por seus guarda-costas e derrubando as flores que carregava nas mãos. Após o evento, ele sairia apressadamente do funeral.[31]
- Em uma reunião com seus assessores, no ano de 1999, Iéltsin lia um documento, quando de repente olhou com reprovação aos seus ministros. Em seguida, repreendeu o primeiro-ministro Serguei Stepashin e ordenou-lhe que se sentasse em outra cadeira.[31]

## Morte
Boris Iéltsin morreu em decorrência de um ataque cardíaco, em 23 de abril de 2007, aos 76 anos. De acordo com o jornal Komsomolskaia Pravda, a condição de Iéltsin piorou com uma viagem feita à Jordânia, entre 25 de março e 2 de abril.
Iéltsin foi enterrado no cemitério Novodevitchi, em 25 de abril de 2007, após ser velado na Catedral de Cristo Salvador, em Moscou. Iéltsin foi o primeiro líder russo em 113 anos a ser enterrado em uma cerimônia religiosa, após o czar Alexandre III. Ele também foi o primeiro líder de toda a história russa e soviética a morrer aposentado, após transferir o poder pacificamente ao sucessor.
O presidente Vladimir Putin declarou luto nacional no dia de seu funeral, em que a bandeira esteve a meio-mastro e todos os programas de entretenimento foram suspensos por 24 horas. Seu funeral foi transmitido ao vivo por todas as redes estatais de televisão. Iéltsin foi sepultado ao som do hino da Rússia, que utiliza a mesma melodia do hino da União Soviética, que durante seu governo Iéltsin proibira de ser executado.
O presidente Putin afirmou na ocasião de seu funeral:

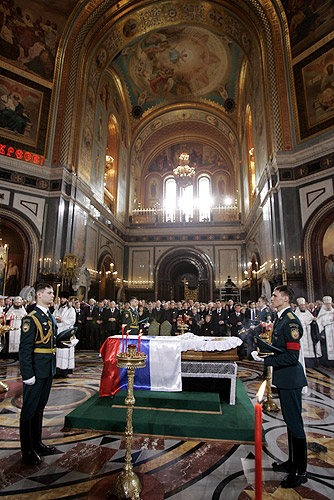
O corpo de Iéltsin foi velado na Catedral de Cristo Salvador, em Moscou.

"A presidência o gravou para sempre na história da Rússia e de todo o mundo. Uma nova Rússia, democrática, nasceu neste período, uma nação livre, aberta e pacífica. Um estado em que o poder realmente pertence ao povo. A força do primeiro presidente da Rússia consistia no apoio em massa dos cidadãos russos por suas ideias e aspirações. Graças ao desejo e iniciativa direta do presidente Boris Iéltsin, uma nova Constituição foi adotada, declarando que os direitos humanos é um valor supremo. Isso deu ao povo a oportunidade de expressar livremente seus pensamentos, escolher livremente o poder, realizar seus planos de criação e empreendedorismo. Esta Constituição permitiu que nós começássemos a construir uma Federação realmente efetiva. Nós o conhecemos como uma pessoa valente, prestativa e espirituosa. Foi um líder nacional corajoso e valoroso. E sempre foi muito honesto e franco ao defender sua posição. Iéltsin assumiu toda a responsabilidade por aquilo que ele tenha causado, por tudo que ele tenha aspirado. Por tudo que ele tentou fazer e fez pelo bem da Rússia, pelo bem de milhões de russos. Ele invariavelmente absorveu todos os desafios, dificuldades e problemas do povo, e deixou que eles entrassem em seu coração."

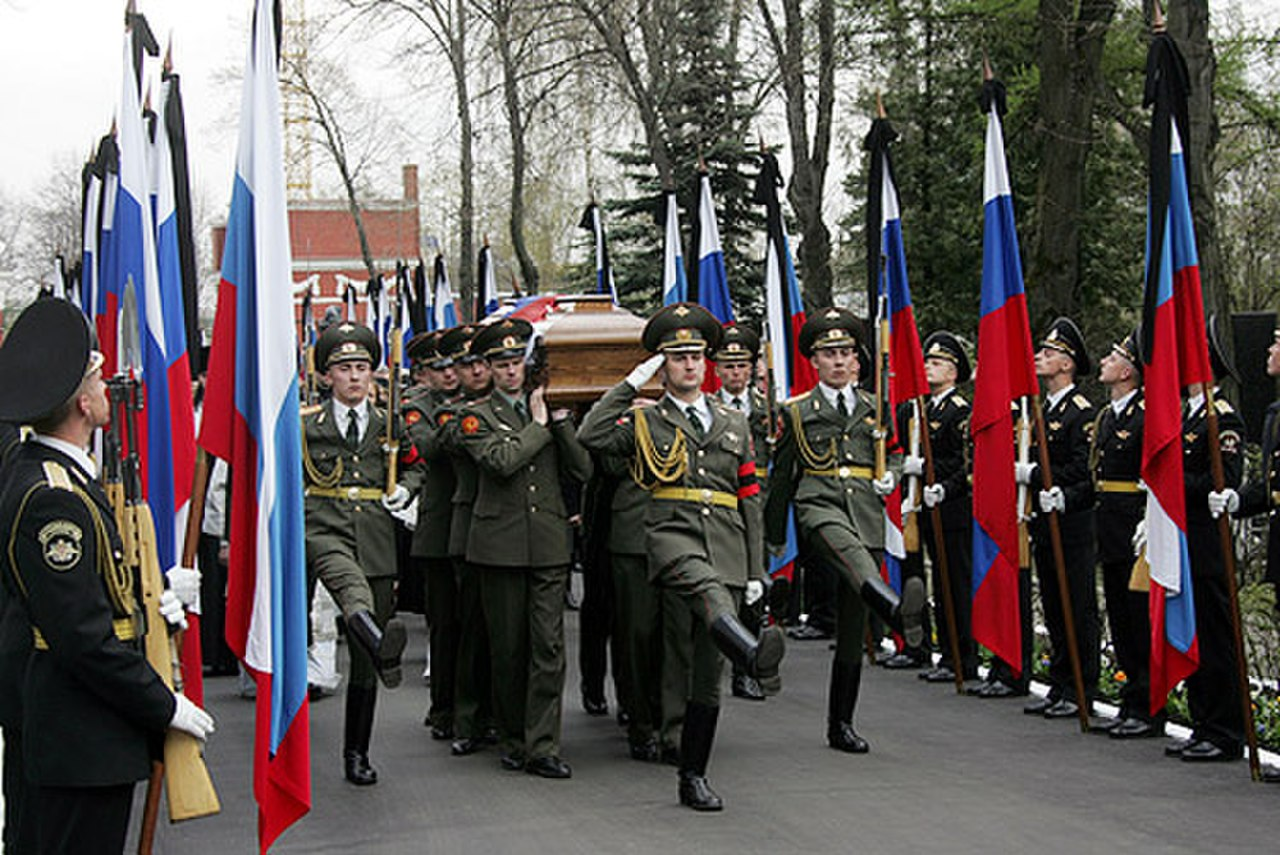
Guardas carregam o caixão de Iéltsin em seu funeral

Logo que as notícias a respeito da morte do ex-presidente saíram, Mikhail Gorbatchov, velho adversário político de Iéltsin, afirmou: "Eu ofereço as minhas mais profundas condolências à família de um homem cujos ombros foram o apoio de tantas realizações e erros graves, um destino trágico". O ex-presidente dos Estados Unidos, Bill Clinton, amigo e rival de Iéltsin, afirmou: "Em sua presidência, Iéltsin trabalhou incansavelmente pela restauração da grandeza da Rússia através da democracia. Iéltsin trabalhou em detrimento de sua saúde, mas pelo bem de seu país." O então presidente americano, George W. Bush, disse que "agradece os esforços do presidente Iéltsin pela construção de relações sólidas entre Estados Unidos e Rússia". O então primeiro-ministro britânico declarou que "a defesa das reformas econômicas e democráticas desempenhada por Iéltsin tiveram papel essencial em um período crucial da história da Rússia". O ex-presidente alemão, Helmut Kohl, disse que "nunca se esquecerá da maneira que Iéltsin coordenou a retirada das tropas russas da Alemanha". A ex-primeira-ministra britânica Margaret Thatcher acredita que Iéltsin deve "ser honrado como um patriota e libertador". O crítico do presidente Putin, Boris Nemtsov, afirmou acreditar que "a melhor homenagem a Iéltsin seria trazer a liberdade de volta ao nosso país".

## O círculo de Iéltsin
- Anatoli Sobtchak, aliado de Iéltsin na ala da oposição, primeiro prefeito democraticamente eleito de São Petersburgo.
- Viktor Chernomyrdin, primeiro-ministro de Iéltsin durante praticamente todo o seu mandato.
- Vladimir Putin, chefe do serviço secreto russo, primeiro-ministro de Iéltsin e seu sucessor na presidência da Rússia.
- Iuri Luzhkov, prefeito de Moscou entre 1992 e 2010. Foi demitido por Dmitri Medvedev pelas suas ações ultraconservadoras.
- Alexander Lebed, militar muito próximo de Iéltsin. Foi governador de Krai de Krasnoiarsk entre 1998 e 2002.
- Boris Berezovski, oligarca russo que enriqueceu no processo de privatização da economia russa. Foi exilado por Putin em 2007, quando tentou comprar o clube brasileiro Corinthians.
- Yegor Gaidar, economista que planejou a terapia de choque na economia, favorecendo o processo de privatização. Foi primeiro-ministro durante o ano de 1992, mas foi deposto durante a crise constitucional.
- Anatoli Chubais, empresário russo, responsável pela aceleração das privatizações do patrimônio público e legalização dos processos.